# 喇嘛岭寺
喇嘛岭寺，又称桑多白日寺，是位于中国西藏自治区林芝市巴宜区布久乡简切村的一座藏传佛教宁玛派寺院。

## 历史
喇嘛岭寺又称“桑多白日寺”，意为“铜色吉祥山”或“铜顶莲花圣寺”。铜色山是莲花生所居净土之名。
喇嘛岭寺距离巴宜区八一镇30多公里。喇嘛岭寺是家传寺庙，由宁玛派活佛顿迥扎益西多吉在1930年代末创建。1950年，该寺毁于地震。1987年，曲尼（顿迥扎益西多吉的女婿）及妻子德庆率领当地群众重建了喇嘛岭寺。此后，曲尼长期担任喇嘛岭寺的住持。2011年前后，喇嘛岭寺进行了新殿的扩建工程，当地群众每天自发到工地劳动，自备干粮，不要报酬。
该寺住持曲尼在周边群众心目中德高望重。曲尼喜欢种花草，还养了一只小狗。喇嘛岭寺的小院内，都是曲尼和僧尼们共同种植的花草和蔬菜，饲养的各类小动物。曲尼喜欢将喇嘛岭寺比作休闲娱乐的公园，希望人们可以不分信仰和民族，无拘无束地来到寺院做自己喜欢的事情。
在曲尼的带领下，当地群众积极捐赠善款，救助灾区，如2005年印度洋海啸，汶川大地震，玉树地震，舟曲泥石流等。几年间，喇嘛岭寺累积捐赠的善款达到44万人民币。此外，他们还捐赠了牲畜及粮食。
2011年10月，喇嘛岭寺管理委员会进驻了喇嘛岭寺。此后，喇嘛岭寺被评为2011年“首届全国创建和谐寺观教堂先进集体”，曲尼本人被评为“全国爱国守法先进僧尼”。
喇嘛岭寺内，尼姑和喇嘛一同誦经。这在其他藏传佛教寺庙中并不多见。

## 建筑
喇嘛岭寺门口的两个石狮旁边，竖立着男女生殖器的木质模型。原西藏社会科学院院长、藏学家平措次仁和藏学家恰白·次旦平措认为，藏传佛教寺院供奉生殖器，与苯教自然崇拜关系很大，后来藏传佛教宁玛派密宗吸收了苯教的部分教义，将铜制、木制的男性生殖器供奉在寺院内以避邪镇妖魔，但同时供奉男女生殖器唯见于喇嘛岭寺。
喇嘛岭寺主殿呈塔形，共三层，分别为化身堂、报身堂、法身堂，高20米，内径10余米。主殿底层殿外屋檐为二十角，二、三层殿外屋檐为八角，是据莲花生的禅座设计，上面覆金顶。四面墙体分别以白、蓝、红、绿四种颜色涂色。喇嘛岭寺内壁画十分精美。
喇嘛岭寺主供宁玛派创始人莲花生塑像。经堂供奉释迦牟尼塑像。喇嘛岭寺内还有莲花生的践石遗迹。